# Wybrzeże Knoxa

Wybrzeże Knoxa i przylegający sektor Australijskiego Terytorium Antarktycznego

Wybrzeże Knoxa (ang. Knox Coast) – wybrzeże antarktycznej Ziemi Wilkesa.
Rozciąga się między przylądkiem Cape Hordern (100°31′E), oddzielającym je od Wybrzeża Królowej Marii, a Hatch Islands (109°16′E), za którymi leży Wybrzeże Budda. Wybrzeże zostało odkryte w lutym 1840 roku przez amerykańską wyprawę United States Exploring Expedition pod dowództwem Charlesa Wilkesa i nazwane imieniem Samuela R. Knoxa, kapitana szkunera Flying Fish w tej wyprawie.